# Charzykowy
Charzykowy (kaszub. Charzëkòwë, niem. Müskendorf) – wieś turystyczno-letniskowa w Polsce położona w województwie pomorskim, w powiecie chojnickim, w gminie Chojnice nad Jeziorem Charzykowskim.
| SIMC    | Nazwa   | Rodzaj    |
| ------- | ------- | --------- |
| 0081352 | Zacisze | część wsi |

W Charzykowach znajduje się siedziba Parku Narodowego „Bory Tucholskie”, Zaborskiego Parku Krajobrazowego oraz najstarszego w Polsce klubu żeglarskiego – Chojnicki Klub Żeglarski (ChKŻ). W jego pobliżu mieści się również Ludowy Klub Sportowy Charzykowy (LKS). Połączenie z centrum Chojnic umożliwiają autobusy komunikacji miejskiej. W skład sołectwa wchodzą także miejscowości: Łukomie, Pomoc i Wolność.

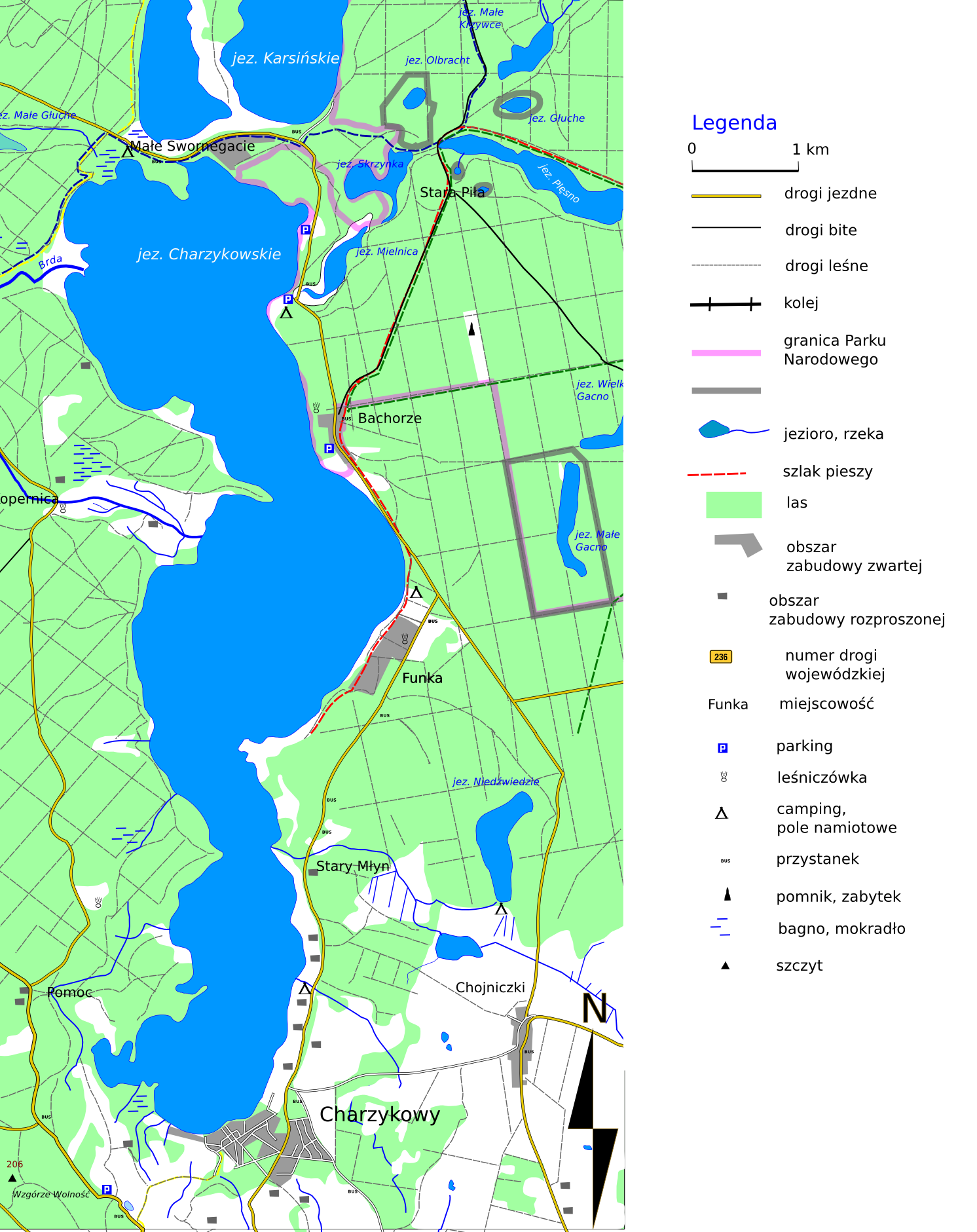
Położenie wsi względem jeziora

## Historia

### Grody obronne
Przy południowo-zachodnim brzegu jeziora Charzykowskiego znajdują się dwa grodziska. Ich celem prawdopodobnie było strzeżenie granicy międzyplemiennej. Pierwsze grodzisko skrzynkowe, położone na Górze Zamkowej, pochodzi z okresu epoki żelaza (późny okres halsztacki). Osadnictwo w drugim, kolistym grodzisku położonym w miejscowości Wolność datowane jest na okolice VIII-X wieku n.e.

### W składzie państwa krzyżackiego
W okresie państwa zakonu krzyżackiego Charzykowy znajdowały się w obszarze komturstwa tucholskiego. 3 lipca 1350 roku komtur człuchowski Ludolf von Hake zamienił folwark zakonny na 60 ogrodów po 10 morgów. W 1368 komtur tucholski Henryk von Thaba nadał Mikołajowi Rutcherinowi karczmę. W rejestrze zakonnym z 1420 roku informowano o istnieniu folwarku rybackiego. 

### Okres Królestwa Polskiego i I Rzeczypospolitej
W drugiej połowie XVI wieku Charzykowy były wsią królewską znajdującą się w starostwie człuchowskim w województwie pomorskim, w tym okresie znajdował się tam także młyn. W roku 1565 Charzykowy były wsią zagrodniczą z jedną karczmą. 
Około 1630 dzięki przywilejowi Joanny Katarzyny Radziwiłłówny Leszczyńskiej (żona podkanclerzego koronnego Bogusława Leszczyńskiego) powstała w Charzykowach papiernia chojnicka. Lustracja z 1664 roku wykazała spadek liczby zagrodników z 17 (przed potopem szwedzkim) do 5, zniszczeniu uległa także karczma. Inwentarze z lat 1676 i 1753 wskazują rybołówstwo jako podstawowe zajęcie mieszkańców. Rybacy łowili w jeziorach Charzykowskim, Cyna, Człuchowskim, Gostyńskim, Jęczniki, Koniszewo, Mąkowa i Sporacz. W miejscowości odnotowano działalność kowala (1624, 1765). W 1753 Charzykowy były wsią gburską, a w 1765 odnotowano istnienie karczmy.

### XX wiek
Przed wybuchem I wojny światowej Charzykowy stały się modną miejscowością letniskową z pensjonatami dla wczasowiczów oraz willami bogatych mieszkańców Chojnic. Dzięki pracy Ottona Weilanda który utworzył w 1922 Chojnicki Klub Żeglarski (uważany za początek polskiego żeglarstwa śródlądowego) w miejscowości rozwinęło się żeglarstwo wodne i lodowe na jeziorze Charzykowskim (wtedy nazywanym Łukomie), odbywały się regaty, mistrzostwa Polski w żeglarstwie w latach 1925-1927 i w 1928 w bojerach.
W okresie II Rzeczypospolitej stacjonowała tu placówka Straży Granicznej Inspektoratu Granicznego nr 7 „Chojnice”.
W 1921 miejscowość zamieszkiwało 375 mieszkańców w 60 domach. W 1927 Niemcy stanowili 58,9% mieszkańców. W 1926 przy szkole w Charzykowach (określonej w 1935 jako jednoklasowej) powstała filia biblioteki samorządowej.
Od grudnia 1940 istniał Obwód Urzędowy Charzykowy (Müskendorf) obejmujący 2661 mieszkańców (327 w Charzykowach) którym zarządzał komisarza Max Kroening. Wiosną 1944 cały teren przywrócono do gminy Chojnice-wieś. Miejscowość pozostała znacznym ośrodkiem sportów wodnych. 22 lutego 1945 (lub 25 lutego) 2 Front Białoruski zajął Charzykowy.
Po wojnie odżył Klub Żeglarski Chojnice, jego pierwszym prezesem został w kwietniu 1945 Otton Weiland. Wskutek ówczesnych wymogów politycznych klub rozwiązano w 1950, sprzęt i nieruchomości przejął Kolejowy Klub Sportowy Kolejarz. W latach 50. żeglarstwo uprawiał Ludowy Zespół Sportowy w Charzykowach, w 1958 na jego bazie powstał Ludowy Klub Sportowy. W 1970 powstał Chojnicki Klub Żeglarski w wyniku czego w Charzykowach powstał jeden z najsilniejszych ośrodków żeglarskich w kraju.
W II połowie lat 40 Miejska Rada Narodowa w Chojnicach rozpoczęła starania o przyłączenie Charzyków do Chojnic w celu poprawy warunków wypoczynkowych. W lutym 1950 zapadła decyzja o przyłączeniu Charzyków wraz Zaciszem w granice Chojnic jako osiedle. W 1954 w wyniku reformy administracji terenowej (zastąpienie gmin gromadami) wieś została odłączona od Chojnic. Kolejna nieudana próba połączenia nastąpiła w 1961. Mimo tej sytuacji doszło do szybkiej zmiany charakteru wsi z rolniczo-rybackiej na wczasową.
|W latach 1954-1959 wieś była siedzibą gromady Charzykowy. 2 wrześnie 1959 rozwiązano gromady Angowice, Zbeniny i Pawłowo włączając je do gromady charzykowskiej oraz zadecydowano o przeniesieniu siedziby gromady z Charzyków do Chojnic. W 1962 dołączono do gromady Moszczenicę. W latach 1975–1998 miejscowość administracyjnie należała do województwa bydgoskiego.
W 1959 powstała w Chojnicach pierwsza stała linia autobusowa numer 1 która wkrótce został wydłużona do Charzyków. 2 lutego 1964 otworzono siedmioklasową szkołę podstawową, jako trzeci pomnik 1000-lecia. 14 I 1967 nadano szkole imię Aleksandra Zawadzkiego otworzono przy szkole internat. 22 lipca 1967 otwarto wiejski ośrodek zdrowia. W 1979 ustanowiono parafię w Charzykowach.
W miejscowości działał Zakład Rybacki Charzykowy, wcześniej jako Państwowe Gospodarstwo Rybackie Charzykowy.

### III Rzeczpospolita
W 1992 sołectwo Charzykowy posiadało 982 mieszkańców. W trakcie V kadencji władz gminy Chojnice (2006-2010) oddano do użytku promenadę spacerowo-rowerową wraz z przystanią dla jachtów. W miejscowości działa jednostka Ochotniczej Straży Pożarnej.
Od 2021 r. Charzykowy są miejscem ogólnopolskich rozgrywek walking futbolu organizowanych przez Stowarzyszenie Walking Futbol Polska.